# Convento de São Domingos (Évora)
O Convento de São Domingos ficava situado na Praça Joaquim António de Aguiar, na atual freguesia de Évora (São Mamede, Sé, São Pedro e Santo Antão), em Évora.
O convento de São Domingos começou a ser construido em 1298 para servir a Ordem Dominicana tendo sofrido extensas obras em 1537, incluindo um pórtico esculpido pelo famoso escultor Nicolau Chanterene.
Devido à extinção das Ordens Religiosas, o convento foi encerrado em 1834.
A capela de Nossa Senhora do Rosário que estava no interior do convento, foi reconstruida na Igreja de Santo Antão. Em 1940 o pórtico foi colocado como entrada do Cemitério Público ao lado do Convento dos Remédios. O que restava do edifício serviu de garagem e uma oficina metalomecânica.

Em 1996 parte do edifício é adquirido pela Comissao Vitivinicola Regional Alentejana onde actualmente funciona a Rota dos Vinhos do Alentejo.